# Попов Михайло Федорович
Михайло Федорович Попов (18 [30] жовтня 1854 — 28 червня 1919) — російський вчений-медик, професор, декан медичного факультету і ректор (1913—1916) Імператорського Томського університету.

## Біографія
Народився в сім'ї священика в селі Нова Слобода (Сумська область) Путивльського повіту Курської губернії.
Закінчив в 1880 році з відзнакою медичний факультет Імператорського Харківського університету. В 1888 році отримав ступінь доктора медицини і звання приват-доцента. У 1889 році був відряджений на 2 роки в Європу, де займався в Берліні у професорів Коха і Гертера, в Мюнхені — у професорів Петтенкофера і Фойта, в Парижі — у Пастера, Готьє та Бруарделя.
У 1891 році призначений екстраординарним професором Імператорського Томського університету по кафедрі судової медицини, з 1895 року — ординарний професор, завідував кафедрою до 1916 року. З 1898 по 1913 рік — декан медичного факультету, ректор — в 1913—1916 роках. Заслужений професор Томського університету (1913).